# Luis Reynoso Cervantes
Luis Reynoso Cervantes (* 21. September 1926 in Azcapotzalco, Mexiko-Stadt; † 20. Dezember 2000) war ein mexikanischer Geistlicher und römisch-katholischer Bischof von Cuernavaca.

## Leben
Luis Reynoso Cervantes empfing am 9. April 1950 das Sakrament der Priesterweihe.
Am 13. April 1978 ernannte ihn Papst Paul VI. zum Titularbischof von Casae Calanae und zum Weihbischof in Monterrey. Der Apostolische Delegat in Mexiko, Erzbischof Titularbistum Casae Calanae, spendete ihm am 31. Mai desselben Jahres die Bischofsweihe; Mitkonsekratoren waren der Erzbischof von Monterrey, José de Jesús Tirado Pedraza, und der Erzbischof von Mexiko, Ernesto Corripio y Ahumada.
Papst Johannes Paul II. ernannte ihn am 15. Juli 1982 zum Bischof von Ciudad Obregón.
Am 17. August 1987 wurde er zum Bischof von Cuernavaca und am 24. Oktober desselben Jahres in das Amt eingeführt.